# Бгаґван Дас
Бгаґван Дас (*राजा भगवंत दास, 1537 —10 грудня 1589) — раджпутський махараджа Амбера у 1574—1589 роках.

## Життєпис
Походила з роду Качваха. Син раджи Біхарі Даса. Здобув класичну освіту для раджпута. Спочатку був ворогом Великих Моголів, але після укладання шлюбу його сестри Харка Баї з падишахом Акбаром став вірним васалом останнього. Після смерті батька у 1574 році успадкував князівство Амбер.
Саме Бгаґван Дас прибув до Пратап Сінґха, князя Мевара, якого переконав відправити до двору падишаха Великих Моголів сина Амар Сінґха. Відправив також свого сина Ман Сінґха до Делі.
У 1578 році разом зі своїм військом рушив до Пенджабу, де брав участь у війнах проти пенджабців та афганських племен. У 1581 році звитяжив при захопленні Кабула. Також бився у Кашмірі, де зазнав поразки від Юсуф Шах Чака. Помер у Пенджабі у 1589 році.

## Родина
- Ман I Сінґх (1550—1614), магараджа Амбера
- Мадхо Сінґх (1561—1601), раджа Бгангарта
- Мандгаваті Баї (1572—1605), дружина падишаха Джаханґіра
- Баджреш Сінґх (1579—1601)
- Анупурва Баї (1581—1648)
- Джіджаїджі Баї (1589—1622)